# El papel y el prócer
El papel y el prócer es una novela del escritor uruguayo Daniel Brown (sin ninguna relación con el afamado autor del Código Da Vinci).
La novela trata de un uruguayo, Antonio Bellini, quien luego de vivir en Estados Unidos por muchos años, decide ir de visita al Uruguay con su familia. El viaje tiene consecuencias imprevistas: Bellini decide quedarse en el Uruguay para instalar una fábrica de papel higiénico. En un impulso patriótico, resuelve bautizar a su producto con el nombre del prócer del Uruguay: Artigas. Eso genera todo tipo de situaciones y controversias, que llevan al lector de la mano por un accidentado pero divertido periplo, hacia un inesperado desenlace final. El relato es muy entretenido y original, y captura de una manera muy bien lograda la atención del lector desde la primera página.
El libro fue presentado oficialmente el miércoles 18 de abril de 2007 en Montevideo, Uruguay, ante una nutrida audiencia de personalidades del mundo artístico del Uruguay.[cita requerida]
El 11 de julio de 2008, fue el estreno de la adaptación teatral por el dramaturgo Franklin Rodríguez, y su éxito fue coronado cuando el protagonista de la obra, Fernando Canto, fue galardonado con el Florencio 2008, en la categoría “Revelación”.{cr}
El autor ha recientemente publicado "Secuestro en Familia", libro que trata sobre el Uruguay de finales de los 60, basado en su propia vida. En dicha obra, Brown describe las peripecias sufridas por su familia al haber sido robada la camioneta de su padre, la cual sería posteriormente utilizada para secuestrar al presidente de la UTE, Ulysses Pereira Reverbel.[cita requerida]